# Pain viennois

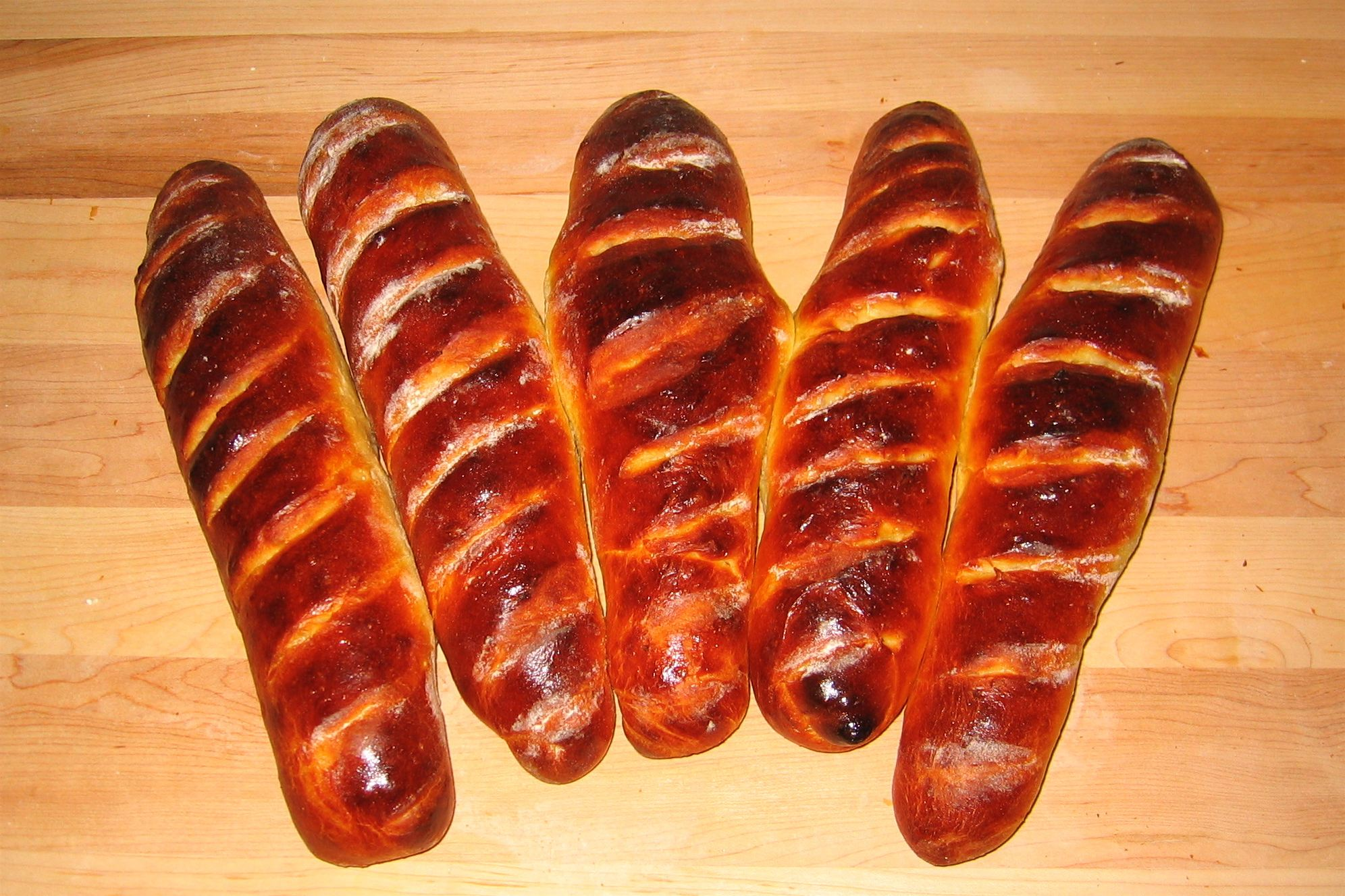
Pain viennois.

Le pain viennois est un pain long à croûte souple et brillante, décoré de profondes incisions, incorporant en faible quantité des ingrédients qui le rapprochent des viennoiseries, d’où son nom : un peu de sucre (25 g, pour 1 kg de farine de gruau rouge de préférence) ; un peu de lait (18 g) ; un peu de malt ; du beurre (60 g). Les proportions de ces ingrédients peuvent être augmentées pour un produit plus « riche », alors proche du pain brioché ou du pain au lait, nettement plus petits.
Destiné à être consommé le jour même, généralement pour le petit déjeuner ou le goûter, le pain viennois est parfois orné de pépites de chocolat et est ordinairement façonné en baguette (« baguette viennoise ») ou ficelle (« ficelle viennoise ») avec un poids de pâton respectivement de 300 et 150 g.

## Histoire
Une théorie veut que les viennoiseries aient été importées en France, en 1839, via la Boulangerie viennoise, fondée par un Autrichien, August Zang, ces viennoiseries étant d’abord réalisées par des ouvriers venus de Vienne.
L’invention du pain viennois est attribuée à cet Autrichien qui, lassé du pain taxé parisien, se fait boulanger et a l’idée, en 1840, de fabriquer dans la capitale française le pain appétissant de son pays à partir de gruau de Hongrie.